# クリティクス・チョイス・ムービー・アワード 主演女優賞
クリティクス・チョイス・ムービー・アワード 主演女優賞（Critics' Choice Movie Award for Best Actress）は、クリティクス・チョイス・アソシエーションの賞の一つ。

## 受賞結果

### 1990年代
| 年   | 女優                       | 作品                     | 役名                 | 出典  |
| ---- | -------------------------- | ------------------------ | -------------------- | ----- |
| 1995 | ニコール・キッドマン       | 誘う女                   | スーザン・ストーン   | [ 1 ] |
| 1996 | フランシス・マクドーマンド | ファーゴ                 | マージ・ガンダーソン | [ 2 ] |
| 1997 | ヘレナ・ボナム＝カーター   | 鳩の翼                   | ケイト・クロイ       | [ 3 ] |
| 1998 | ケイト・ブランシェット     | エリザベス               | エリザベス1世        | [ 4 ] |
| 1999 | ヒラリー・スワンク         | ボーイズ・ドント・クライ | ブランドン・ティーナ | [ 5 ] |

### 2000年代
| 年   | 女優                           | 作品                                | 役名                                   | 出典   |
| ---- | ------------------------------ | ----------------------------------- | -------------------------------------- | ------ |
| 2000 | ジュリア・ロバーツ             | エリン・ブロコビッチ                | エリン・ブロコビッチ                   | [ 6 ]  |
| 2001 | シシー・スペイセク             | イン・ザ・ベッドルーム              | ルース・ファウラー                     | [ 7 ]  |
| 2001 | ニコール・キッドマン           | ムーラン・ルージュ                  | サティーン                             | [ 7 ]  |
| 2001 | レネー・ゼルウィガー           | ブリジット・ジョーンズの日記        | ブリジット・ジョーンズ                 | [ 7 ]  |
| 2002 | ジュリアン・ムーア             | エデンより彼方に                    | キャシー・ウィテカー                   | [ 8 ]  |
| 2002 | サルマ・ハエック               | フリーダ                            | フリーダ・カーロ                       | [ 8 ]  |
| 2002 | ニコール・キッドマン           | めぐりあう時間たち                  | ヴァージニア・ウルフ                   | [ 8 ]  |
| 2002 | ダイアン・レイン               | 運命の女                            | コニー・サムナー                       | [ 8 ]  |
| 2003 | シャーリーズ・セロン           | モンスター                          | アイリーン・ウォーノス                 | [ 9 ]  |
| 2003 | ジェニファー・コネリー         | 砂と霧の家                          | キャシー                               | [ 9 ]  |
| 2003 | ダイアン・キートン             | 恋愛適齢期                          | エリカ・ジェーン・バリー               | [ 9 ]  |
| 2003 | ニコール・キッドマン           | コールド マウンテン                 | エイダ・モンロー                       | [ 9 ]  |
| 2003 | サマンサ・モートン             | イン・アメリカ/三つの小さな願いごと | サラ・サリヴァン                       | [ 9 ]  |
| 2003 | ナオミ・ワッツ                 | 21グラム                            | クリスティーナ・ペック                 | [ 9 ]  |
| 2004 | ヒラリー・スワンク             | ミリオンダラー・ベイビー            | マギー・フィッツジェラルド             | [ 10 ] |
| 2004 | アネット・ベニング             | 華麗なる恋の舞台で                  | ジュリア・ランバート                   | [ 10 ] |
| 2004 | カタリーナ・サンディノ・モレノ | そして、ひと粒のひかり              | マリア                                 | [ 10 ] |
| 2004 | イメルダ・スタウントン         | ヴェラ・ドレイク                    | ヴェラ・ドレイク                       | [ 10 ] |
| 2004 | ケイト・ウィンスレット         | エターナル・サンシャイン            | クレメンタイン・クルシェンスキー       | [ 10 ] |
| 2004 | ユマ・サーマン                 | キル・ビル Vol.2                    | ザ・ブライド                           | [ 10 ] |
| 2005 | リース・ウィザースプーン       | ウォーク・ザ・ライン/君につづく道   | ジューン・カーター・キャッシュ         | [ 11 ] |
| 2005 | ジョアン・アレン               | ママが泣いた日                      | テリー・アン・ウルフマイヤー           | [ 11 ] |
| 2005 | ジュディ・デンチ               | ヘンダーソン夫人の贈り物            | ローラ・ヘンダーソン                   | [ 11 ] |
| 2005 | フェリシティ・ハフマン         | トランスアメリカ                    | ブリー                                 | [ 11 ] |
| 2005 | キーラ・ナイトレイ             | プライドと偏見                      | エリザベス・ベネット                   | [ 11 ] |
| 2005 | シャーリーズ・セロン           | スタンドアップ                      | ジョージー・エイムズ                   | [ 11 ] |
| 2006 | ヘレン・ミレン                 | クィーン                            | エリザベス2世                          | [ 12 ] |
| 2006 | ペネロペ・クルス               | ボルベール〈帰郷〉                  | ライムンダ                             | [ 12 ] |
| 2006 | ジュディ・デンチ               | あるスキャンダルについての覚え書き  | バーバラ・コヴェット                   | [ 12 ] |
| 2006 | メリル・ストリープ             | プラダを着た悪魔                    | ミランダ・プリーストリー               | [ 12 ] |
| 2006 | ケイト・ウィンスレット         | リトル・チルドレン                  | サラ・ピアース                         | [ 12 ] |
| 2007 | ジュリー・クリスティ           | アウェイ・フロム・ハー君を想う      | フィオナ・アンダーソン                 | [ 13 ] |
| 2007 | エイミー・アダムス             | 魔法にかけられて                    | ジゼル                                 | [ 13 ] |
| 2007 | ケイト・ブランシェット         | エリザベス:ゴールデン・エイジ       | エリザベス1世                          | [ 13 ] |
| 2007 | マリオン・コティヤール         | エディット・ピアフ〜愛の讃歌〜      | エディット・ピアフ                     | [ 13 ] |
| 2007 | アンジェリーナ・ジョリー       | マイティ・ハート/愛と絆             | マリアンヌ・パール                     | [ 13 ] |
| 2007 | エリオット・ペイジ             | JUNO/ジュノ                         | ジュノ・マクガフ                       | [ 13 ] |
| 2008 | アン・ハサウェイ               | レイチェルの結婚                    | キム                                   | [ 14 ] |
| 2008 | メリル・ストリープ             | ダウト〜あるカトリック学校で〜      | シスター・アロイシアス                 | [ 14 ] |
| 2008 | ケイト・ベッキンセイル         | ザ・クリミナル 合衆国の陰謀         | レイチェル・アームストロング           | [ 14 ] |
| 2008 | ケイト・ブランシェット         | ベンジャミン・バトン 数奇な人生     | デイジー・フューラー                   | [ 14 ] |
| 2008 | アンジェリーナ・ジョリー       | チェンジリング                      | クリスティン・コリンズ                 | [ 14 ] |
| 2008 | メリッサ・レオ                 | フローズン・リバー                  | レオ                                   | [ 14 ] |
| 2009 | サンドラ・ブロック             | しあわせの隠れ場所                  | リー・アン・テューイ                   | [ 15 ] |
| 2009 | メリル・ストリープ             | ジュリー&ジュリア                   | ジュリア・チャイルド                   | [ 15 ] |
| 2009 | エミリー・ブラント             | ヴィクトリア女王 世紀の愛           | ヴィクトリア女王                       | [ 15 ] |
| 2009 | キャリー・マリガン             | 17歳の肖像                          | ジェニー・メラー                       | [ 15 ] |
| 2009 | シアーシャ・ローナン           | ラブリーボーン                      | スージー・サーモン                     | [ 15 ] |
| 2009 | ガボレイ・シディベ             | プレシャス                          | クレアリース・“プレシャス”・ジョーンズ | [ 15 ] |

### 2010年代
| 年   | 女優                       | 作品                                          | 役名                                           | 出典   |
| ---- | -------------------------- | --------------------------------------------- | ---------------------------------------------- | ------ |
| 2010 | ナタリー・ポートマン       | ブラック・スワン                              | ニナ・セイヤーズ                               | [ 16 ] |
| 2010 | アネット・ベニング         | キッズ・オールライト                          | ニック                                         | [ 16 ] |
| 2010 | ニコール・キッドマン       | ラビット・ホール                              | ベッカ・コーベット                             | [ 16 ] |
| 2010 | ジェニファー・ローレンス   | ウィンターズ・ボーン                          | リー・ドリー                                   | [ 16 ] |
| 2010 | ノオミ・ラパス             | ミレニアム ドラゴン・タトゥーの女             | リスベット・サランデル                         | [ 16 ] |
| 2010 | ミシェル・ウィリアムズ     | ブルーバレンタイン                            | シンディ・ヘラー                               | [ 16 ] |
| 2011 | ヴィオラ・デイヴィス       | ヘルプ 〜心がつなぐストーリー〜               | エイビリーン・クラーク                         | [ 17 ] |
| 2011 | エリザベス・オルセン       | マーサ、あるいはマーシー・メイ                | マーサ                                         | [ 17 ] |
| 2011 | メリル・ストリープ         | マーガレット・サッチャー 鉄の女の涙           | マーガレット・サッチャー                       | [ 17 ] |
| 2011 | ティルダ・スウィントン     | 少年は残酷な弓を射る                          | エヴァ・カチャドリアン                         | [ 17 ] |
| 2011 | シャーリーズ・セロン       | ヤング≒アダルト                               | メイビス・ゲイリー                             | [ 17 ] |
| 2011 | ミシェル・ウィリアムズ     | マリリン 7日間の恋                            | マリリン・モンロー                             | [ 17 ] |
| 2012 | ジェシカ・チャステイン     | ゼロ・ダーク・サーティ                        | マヤ                                           | [ 18 ] |
| 2012 | マリオン・コティヤール     | 君と歩く世界                                  | ステファニー                                   | [ 18 ] |
| 2012 | ジェニファー・ローレンス   | 世界にひとつのプレイブック                    | ティファニー・マクスウェル                     | [ 18 ] |
| 2012 | エマニュエル・リヴァ       | 愛、アムール                                  | アンヌ                                         | [ 18 ] |
| 2012 | クヮヴェンジャネ・ウォレス | ハッシュパピー 〜バスタブ島の少女〜           | ハッシュパピー                                 | [ 18 ] |
| 2012 | ナオミ・ワッツ             | インポッシブル                                | マリア                                         | [ 18 ] |
| 2013 | ケイト・ブランシェット     | ブルージャスミン                              | ジャネット・“ジャスミン”・フランシス           | [ 19 ] |
| 2013 | サンドラ・ブロック         | ゼロ・グラビティ                              | ライアン・ストーン                             | [ 19 ] |
| 2013 | ジュディ・デンチ           | あなたを抱きしめる日まで                      | フィロミナ・リー                               | [ 19 ] |
| 2013 | ブリー・ラーソン           | ショート・ターム                              | グレイス                                       | [ 19 ] |
| 2013 | メリル・ストリープ         | 8月の家族たち                                 | バイオレット・ウェストン                       | [ 19 ] |
| 2013 | エマ・トンプソン           | ウォルト・ディズニーの約束                    | パメラ・トラバース                             | [ 19 ] |
| 2014 | ジュリアン・ムーア         | アリスのままで                                | アリス・ハウランド                             | [ 20 ] |
| 2014 | ジェニファー・アニストン   | Cake/ケーキ 〜悲しみが通り過ぎるまで〜        | クレア・シモンズ                               | [ 20 ] |
| 2014 | マリオン・コティヤール     | サンドラの週末                                | サンドラ                                       | [ 20 ] |
| 2014 | フェリシティ・ジョーンズ   | 博士と彼女のセオリー                          | ジェーン・ホーキング                           | [ 20 ] |
| 2014 | ロザムンド・パイク         | ゴーン・ガール                                | エイミー・エリオット・ダン                     | [ 20 ] |
| 2014 | リース・ウィザースプーン   | わたしに会うまでの1600キロ                    | シェリル・ストレイド                           | [ 20 ] |
| 2015 | ブリー・ラーソン           | ルーム                                        | ジョイ・ニューサム                             | [ 21 ] |
| 2015 | ケイト・ブランシェット     | キャロル                                      | キャロル・エアード                             | [ 21 ] |
| 2015 | ジェニファー・ローレンス   | ジョイ                                        | ジョイ・マンガーノ                             | [ 21 ] |
| 2015 | シャーロット・ランプリング | さざなみ                                      | ケイト・マーサー                               | [ 21 ] |
| 2015 | シアーシャ・ローナン       | ブルックリン                                  | エイリシュ・レイシー                           | [ 21 ] |
| 2015 | シャーリーズ・セロン       | マッドマックス 怒りのデス・ロード             | フュリオサ大隊長                               | [ 21 ] |
| 2016 | ナタリー・ポートマン       | ジャッキー/ファーストレディ 最後の使命        | ジャクリーン・ケネディ・オナシス               | [ 22 ] |
| 2016 | エイミー・アダムス         | メッセージ                                    | ルイーズ・バンクス                             | [ 22 ] |
| 2016 | アネット・ベニング         | 20センチュリー・ウーマン                      | ドロシー・フィールズ                           | [ 22 ] |
| 2016 | イザベル・ユペール         | エル ELLE                                     | ミシェル・ルブラン                             | [ 22 ] |
| 2016 | ルース・ネッガ             | ラビング 愛という名前のふたり                 | ミルドレッド・ラビング                         | [ 22 ] |
| 2016 | エマ・ストーン             | ラ・ラ・ランド                                | ミア・ドーラン                                 | [ 22 ] |
| 2017 | フランシス・マクドーマンド | スリー・ビルボード                            | ミルドレッド・ヘイズ                           | [ 23 ] |
| 2017 | ジェシカ・チャステイン     | モリーズ・ゲーム                              | モリー・ブルーム                               | [ 23 ] |
| 2017 | サリー・ホーキンス         | シェイプ・オブ・ウォーター                    | イライザ・エスポジート                         | [ 23 ] |
| 2017 | マーゴット・ロビー         | アイ,トーニャ 史上最大のスキャンダル          | トーニャ・ハーディング                         | [ 23 ] |
| 2017 | シアーシャ・ローナン       | レディ・バード                                | クリスティン・"レディ・バード"・マクファーソン | [ 23 ] |
| 2017 | メリル・ストリープ         | ペンタゴン・ペーパーズ/最高機密文書           | キャサリン・グラハム                           | [ 23 ] |
| 2018 | グレン・クローズ           | 天才作家の妻 40年目の真実                     | ジョーン・キャッスルマン                       | [ 24 ] |
| 2018 | レディー・ガガ             | アリー/ スター誕生                            | アリー                                         | [ 24 ] |
| 2018 | ヤリッツァ・アパリシオ     | ROMA/ローマ                                   | クレオ                                         | [ 24 ] |
| 2018 | エミリー・ブラント         | メリー・ポピンズ リターンズ                   | メリー・ポピンズ                               | [ 24 ] |
| 2018 | トニ・コレット             | ヘレディタリー/継承                           | アニー・グラハム                               | [ 24 ] |
| 2018 | オリヴィア・コールマン     | 女王陛下のお気に入り                          | アン女王                                       | [ 24 ] |
| 2018 | メリッサ・マッカーシー     | ある女流作家の罪と罰                          | リー・イスラエル                               | [ 24 ] |
| 2019 | レネー・ゼルウィガー       | ジュディ 虹の彼方に                           | ジュディ・ガーランド                           | [ 25 ] |
| 2019 | オークワフィナ             | フェアウェル                                  | ビリー・ワン                                   | [ 25 ] |
| 2019 | シンシア・エリヴォ         | ハリエット                                    | ハリエット・タブマン                           | [ 25 ] |
| 2019 | スカーレット・ヨハンソン   | マリッジ・ストーリー                          | ニコール                                       | [ 25 ] |
| 2019 | ルピタ・ニョンゴ           | アス                                          | アデレード・ウィルソン / レッド                | [ 25 ] |
| 2019 | シアーシャ・ローナン       | ストーリー・オブ・マイライフ/わたしの若草物語 | ジョー・マーチ                                 | [ 25 ] |
| 2019 | シャーリーズ・セロン       | スキャンダル                                  | メーガン・ケリー                               | [ 25 ] |

### 2020年代
| 年   | 女優                             | 作品                                               | 役名                                               | 出典   |
| ---- | -------------------------------- | -------------------------------------------------- | -------------------------------------------------- | ------ |
| 2020 | キャリー・マリガン               | プロミシング・ヤング・ウーマン                     | カサンドラ・トーマス（キャシー）                   | [ 26 ] |
| 2020 | ヴィオラ・デイヴィス             | マ・レイニーのブラックボトム                       | マ・レイニー                                       | [ 26 ] |
| 2020 | アンドラ・デイ                   | ザ・ユナイテッド・ステイツ vs. ビリー・ホリデイ    | ビリー・ホリデイ                                   | [ 26 ] |
| 2020 | シドニー・フラニガン             | 17歳の瞳に映る世界                                 | オータム・キャラハン                               | [ 26 ] |
| 2020 | ヴァネッサ・カービー             | 私というパズル                                     | マーサ・ワイス                                     | [ 26 ] |
| 2020 | フランシス・マクドーマンド       | ノマドランド                                       | ファーン                                           | [ 26 ] |
| 2020 | ゼンデイヤ                       | マルコム&マリー                                    | マリー・ジョーンズ                                 | [ 26 ] |
| 2021 | ジェシカ・チャステイン           | タミー・フェイの瞳                                 | タミー・フェイ・ベイカー                           | [ 27 ] |
| 2021 | オリヴィア・コールマン           | ロスト・ドーター                                   | レダ・カルーソ                                     | [ 27 ] |
| 2021 | レディー・ガガ                   | ハウス・オブ・グッチ                               | パトリツィア・レッジアーニ                         | [ 27 ] |
| 2021 | アラナ・ハイム                   | リコリス・ピザ                                     | アラナ・ケイン                                     | [ 27 ] |
| 2021 | ニコール・キッドマン             | 愛すべき夫妻の秘密                                 | ルシル・ボール                                     | [ 27 ] |
| 2021 | クリステン・スチュワート         | スペンサー ダイアナの決意                          | ダイアナ皇太子妃                                   | [ 27 ] |
| 2022 | ケイト・ブランシェット           | TAR/ター                                           | リディア・ター                                     | [ 28 ] |
| 2022 | ヴィオラ・デイヴィス             | ウーマン・キング 無敵の女戦士たち                  | ナニスカ将軍                                       | [ 28 ] |
| 2022 | ダニエル・デッドワイラー         | ティル                                             | メイミー・ティル                                   | [ 28 ] |
| 2022 | マーゴット・ロビー               | バビロン                                           | ネリー・ラロイ                                     | [ 28 ] |
| 2022 | ミシェル・ウィリアムズ           | フェイブルマンズ                                   | ミッツィ                                           | [ 28 ] |
| 2022 | ミシェル・ヨー                   | エブリシング・エブリウェア・オール・アット・ワンス | エヴリン・ワン・クワン                             | [ 28 ] |
| 2023 | エマ・ストーン                   | 哀れなるものたち                                   | ベラ・バクスター                                   | [ 29 ] |
| 2023 | リリー・グラッドストーン         | キラーズ・オブ・ザ・フラワームーン                 | モーリー・バークハート                             | [ 29 ] |
| 2023 | ザンドラ・ヒュラー               | 落下の解剖学                                       | サンドラ                                           | [ 29 ] |
| 2023 | グレタ・リー                     | パスト ライブス/再会                               | ノラ・ムーン                                       | [ 29 ] |
| 2023 | キャリー・マリガン               | マエストロ: その音楽と愛と                         | フェリシア・モンテアレグレ・コーン・バーンスタイン | [ 29 ] |
| 2023 | マーゴット・ロビー               | バービー                                           | バービー                                           | [ 29 ] |
| 2024 | デミ・ムーア                     | サブスタンス                                       | エリザベス                                         | [ 30 ] |
| 2024 | シンシア・エリヴォ               | ウィキッド ふたりの魔女                            | エルファバ・スロップ                               | [ 30 ] |
| 2024 | カルラ・ソフィア・ガスコン       | エミリア・ペレス                                   | エミリア・ペレス                                   | [ 30 ] |
| 2024 | マリアンヌ・ジャン＝バプティスト | Hard Truths                                        | パンシー                                           | [ 30 ] |
| 2024 | アンジェリーナ・ジョリー         | Maria                                              | マリア・カラス                                     | [ 30 ] |
| 2024 | マイキー・マディソン             | ANORA アノーラ                                     | アノーラ                                           | [ 30 ] |